# Khamerernebti I
Khamerernebti I (Ḫꜥ mrr nb.tj, "Aparició de l'estimada de les Dues Dames") va ser una reina egípcia de la IV Dinastia. Va ser probablement una de les esposes del rei Khefren (c. 2558 aC - 2532 aC) i la mare del rei Menkaure (c. 2530 aC - 2512/2508 aC) i de la reina Khamerernebti II. És possible que fos filla de Khufu, tenint en compte que les inscripcions l’identifiquen com a filla d’un rei.

## Biografia
Khamerernebti I s'identifica amb la mare del rei, el nom parcial de la qual es va trobar inscrit en un ganivet de sílex al temple mortuori de Menkaure. Es creu que era la mare de Menkaure i probablement estava casada amb el rei Khefren. No obstant això, no hi ha cap inscripció que la mencioni explícitament com a la seva esposa.

La tomba de Galarza a Gizeh es va construir originalment per a Khamerernebti I, però va ser finalment per a la seva filla Khamerernebti II. Les inscripcions d'aquesta tomba són una important font d'informació sobre Khamerernebti I. La llinda sobre l'entrada de la capella incloïa una inscripció que esmentava tant Khamerernebti I com la seva filla Khamerernebti II:
Mare del Rei de l’alt i baix Egipte, Filla del [rei de l’alt i baix Egipte i filla] del Déu, la que veu Horus i Seth, Gran dels Ceptres hetes, Gran d'Elogis, Sacerdotessa Djehuty, Sacerdotessa de Tjasepef, l'Esposa del Rei molt estimada, Filla del Rei del seu cos, Amant Venerada, Honrada pel Gran Déu, Khamerernebti (I).

La seva filla gran, la que veu Horus i Seth, Gran dels Ceptres hetes, Gran dElogis, Sacerdotessa de Djehuty, Sacerdotessa de Tjazepef, la que s'asseu amb Horus, la que s'uneix a l'estimada de les Dues Dames, Esposa del Rei molt estimada, Filla del Rei del seu cos, Amant Venerada, Honrada pel seu pare, Khamerernebti (II).
Un sacerdot anomenat Nimaetre s'esmenta a la tomba de Galarza, i la seva tomba propera es refereix a la reina-mare.
Baud suggereix que una tomba anònima tallada a la roca descoberta per Selim Hassan al sud de la tomba de Rawer podria haver pertangut a la reina Khamerernebti I, tot i que altres investigadors, com Callender i Janosi, no hi estan d'acord.

## Títols
Els títols de Khamerernebti I eren: Gran d’Elogis (wrt-hzwt), Gran dels Ceptres hetes (wrt-hetes), La que veu Horus i Seth (m33t-hrw-stsh), Mare del Rei Dual (mwt-niswt -biti), Filla de Déu (s3t-ntr), Sacerdotessa de Thot (hmt-ntr-dhwty), Sacerdotessa de Tjazepef (hmt-ntr-t3-zp.f), i Dona del Rei, la seva estimada (hmt-nisw meryt.f).